# Yosuke Ishibitsu
Yosuke Ishibitsu (石櫃 洋祐 Ishibitsu Yosuke?), född 23 juli 1983 i Osaka prefektur, är en japansk fotbollsspelare.
Ishibitsu började sin karriär 2006 i Vissel Kobe. Han spelade 129 ligamatcher för klubben. 2012 flyttade han till Nagoya Grampus. 2014 flyttade han till Kyoto Sanga FC.